# 高橋克彦
高橋 克彦（たかはし かつひこ、1947年8月6日 - ）は、日本の小説家。
岩手県釜石市生まれ、盛岡市在住。岩手中学校・高等学校を経て早稲田大学商学部卒業。盛岡藩の御殿医の家系で開業医の家庭に育ち、医学部受験の経験がある。父は医師の高橋又郎（2002年没）。エッセイストの高橋喜平と、「どろ亀さん」の愛称で親しまれた東大名誉教授の高橋延清は伯父にあたる。

## 経歴
高校生時代にヨーロッパに長期旅行して、ビートルズに会った最初の日本人となった。また、その旅行中に交通事故を起こして旅費の大半を失うという経験をする。その時の経験を小説化して『小説現代』のコンテストに応募（筆名：霧神顕）。当時の編集長に「10年間何も書くな」と言われ（婉曲に作家は向いていないと言われた）、忠実にそれを守った。学生時代にバンドを組んでおり、ボーカル担当であった。
大学卒業後、浮世絵の研究者となり、久慈市のアレン短期大学専任講師となる（父のつてによる）。1983年に『写楽殺人事件』で江戸川乱歩賞を受賞してデビュー。『総門谷』『竜の柩』などのアクション伝奇小説（広義のSF）、『炎立つ』『火怨』などの歴史小説のほか、ホラー、ミステリー、時代小説など、幅広いジャンルで活躍する。東北地方を舞台とすることが多い。
浮世絵師東洲斎写楽の正体について、『写楽殺人事件』の作中では秋田蘭画の絵師説、『歌麿殺贋事件』の作中では喜多川歌麿説を展開しているが、高橋自身は能役者斎藤十郎兵衛説への支持を公言している。
マイノリティーの視点や軽音楽、オカルト、UFO、超古代文明などにしばしば言及し、対談集の『1999年（絶版）』は「と学会」で取り上げられた。揶揄するようなスタンスが多い「と学会」であるが、会長山本弘は高橋が終末論を若い世代に広めることへの批判を行っている。
NHK大河ドラマでは1993年の『炎立つ』（第1部、第2部のみ）、2001年の『北条時宗』で原作を担当した。
2007年から『北の文学』編集委員をつとめる。
高橋の地元、盛岡にある「いわてアートサポートセンター」にある風のスタジオでは、地域文化芸術振興プランと題して「語りの芸術祭inいわて盛岡」と呼ばれる朗読会が過去に上演されており、高橋の作品も何度か上演されていたことがある。
盛岡文士劇の再興に尽力し、自身も2018年まで出演を続けた（2015年までは主演クラス、2016～2018年は声のみ）。

## 受賞歴
- 1983年 - 『写楽殺人事件』で第29回江戸川乱歩賞[1]
- 1986年 - 『総門谷』で第7回吉川英治文学新人賞[1]
- 1987年 - 『北斎殺人事件』で第40回日本推理作家協会賞[1]
- 1992年 - 『緋い記憶』で第106回直木三十五賞[1][6][7]。

- 2000年 - 『火怨』で第34回吉川英治文学賞[1]
  - これを原作としたミュージカル『アテルイ』（わらび座）は2004年『月刊ミュージカル』誌の作品部門で10位に入り、タキナ役の丸山有子は小田島雄志賞を受賞している。
- 2002年 - 第53回NHK放送文化賞
- 2012年 - 第15回日本ミステリー文学大賞[1]
- 2013年 - 第2回歴史時代作家クラブ賞（実績功労賞）

## 著作

### 推理小説
- 浮世絵三部作
  - 写楽殺人事件（1983年09月 講談社 / 1986年7月 講談社文庫）
  - 北斎殺人事件（1986年12月 講談社 / 1990年7月 講談社文庫 / 2002年2月 双葉文庫）
  - 広重殺人事件（1989年06月 講談社 / 1992年7月 講談社文庫）
- リサ&チョーサクシリーズ
  - パンドラ・ケース よみがえる殺人（1988年11月 文藝春秋 / 1991年8月 文春文庫） - 初出：『週刊文春』1987年10月8日号 - 1988年7月21日号
  - 南朝迷路（1989年5月 実業之日本社 / 1991年8月 ジョイ・ノベルス / 1995年3月 文春文庫） - 初出：『週刊小説』1988年11月号 - 1989年2月号
  - 即身仏（ミイラ）の殺人（1990年7月 実業之日本社 / 1995年10月 ジョイ・ノベルス / 1998年2月 文春文庫） - 初出：『週刊小説』1989年12月号 - 1990年4月号
- 美術史ミステリー三部作
  - ゴッホ殺人事件（2002年5月 講談社 上下巻 / 2005年4月 講談社文庫 上下巻） - 初出：『IN★POCKET』1998年1月号 - 2001年10月号
- 倫敦暗殺塔（1985年3月 講談社ノベルス / 1988年2月 講談社文庫 / 2006年12月 祥伝社文庫）
- 偶人（からくり）館の殺人（1990年3月 祥伝社 / 1993年7月 祥伝社ノン・ポシェット / 2002年7月 角川文庫）
- 春信殺人事件（1991年3月 カッパ・ノベルス / 1996年5月 光文社文庫 / 2002年5月 角川文庫） - 初出：『EQ』1990年11月号 - 1991年3月号
- 江戸の名探偵（2009年10月 徳間文庫） - 泡坂妻夫・逢坂剛他とのアンソロジー

### 歴史小説
- 火城　幕末廻天の鬼才・佐野常民（1992年5月 PHP研究所 / 1995年9月 PHP文庫 / 2001年11月 角川文庫 / 2007年12月 PHP研究所 / 2010年2月 文春文庫）
- 炎立つ （全5巻）
  - 炎立つ 北の埋み火（1992年12月 NHK出版 / 1995年9月 講談社文庫）
  - 炎立つ 燃える北天（1993年2月 NHK出版 / 1995年9月 講談社文庫）
  - 炎立つ 空への炎（1993年5月 NHK出版 / 1995年9月 講談社文庫）
  - 炎立つ 冥き稲妻（1993年8月 NHK出版 / 1995年10月 講談社文庫）
  - 炎立つ 光彩楽土（1994年5月 NHK出版 / 1995年10月 講談社文庫）
- 火怨 北の燿星アテルイ（1999年10月 講談社 上下巻 / 2002年10月 講談社文庫 全2巻） - 初出：『河北新報』など数紙に1997年1月 - 1999年9月まで連載
- 時宗 （全4巻）
  - 時宗 巻の壱 乱星（2000年11月 NHK出版 / 2003年4月 講談社文庫）
  - 時宗 巻の弐 連星（2000年12月 NHK出版 / 2003年4月 講談社文庫）
  - 時宗 巻の参 震星（2001年03月 NHK出版 / 2003年5月 講談社文庫）
  - 時宗 巻の四 戦星（2001年07月 NHK出版 / 2003年5月 講談社文庫）
- 天を衝く 秀吉に喧嘩を売った男 九戸政実（2001年10月 講談社 上下巻 / 2004年11月 講談社文庫 全3巻）
- 風の陣 全五巻
  - 立志篇（1995年12月 PHP研究所 / 2001年07月 PHP文庫 / 2018年01月 講談社文庫）
  - 大望篇（2003年05月 PHP研究所 / 2004年12月 PHP文庫 / 2018年02月 講談社文庫） - 初出：『Voice』2001年8月号 - 2002年4月号、2002年6月号 - 2002年12月号
  - 天命篇（2005年01月 PHP研究所 / 2007年08月 PHP文庫 / 2018年03月 講談社文庫） - 初出：『Voice』2003年3月号 - 2003年12月号、2004年3月号 - 2004年10月号
  - 風雲篇（2007年09月 PHP研究所 / 2010年010月 PHP文庫 / 2018年04月 講談社文庫） - 初出：『Voice』2005年3月号 - 2006年1月号、2006年10月号 - 2007年1月号、2007年3月号 - 2007年5月号
  - 裂心篇（2010年09月 PHP研究所 / 2012年09月 PHP文庫 / 2018年05月 講談社文庫） - 初出：『文蔵』2007年7月号 - 2010年7月号
- 水壁 アテルイを継ぐ男（PHP研究所　2017年03月 / 2020年7月 講談社文庫）

### 時代小説
- 舫鬼九郎シリーズ
  - 舫鬼九郎（1992年5月 実業之日本社 / 1996年2月 新潮文庫）
  - 鬼九郎鬼草子（1995年6月 実業之日本社 / 1998年7月 新潮文庫）
  - 鬼九郎五結鬼灯（1998年3月 実業之日本社 / 2001年3月 新潮文庫）
  - 鬼九郎孤月剣（2010年5月 新潮社） - 初出：『小説新潮』2001年11月号 - 2010年1月号
- 完四郎広目手控シリーズ
  - 完四郎広目手控（1998年8月 集英社 / 2001年12月 集英社文庫）
    - 梅試合（『小説すばる』1997年5月号）
    - 花見小僧（『小説すばる』1997年6月号）
    - 化物娘（『小説すばる』1997年7月号）
    - 雨乞い小町（『小説すばる』1997年8月号）
    - 花火絵師（『小説すばる』1997年9月号）
    - 悪玉放生（『小説すばる』1997年10月号）
    - かぐや御殿（『小説すばる』1997年11月号）
    - 変生男子（『小説すばる』1997年12月号）
    - 怪談茶屋（『小説すばる』1998年1月号）
    - 首なし武者（『小説すばる』1998年3月号）
    - 目覚まし鯰（『小説すばる』1998年4月号）
    - 大江戸大変（『小説すばる』1998年5月号）

  - 天狗殺し（2000年6月 集英社 / 2003年12月 集英社文庫）
    - 日本大曲り（『小説すばる』1998年12月号）
    - 鬼の面（『小説すばる』1999年1月号）
    - はぐれ独楽（『小説すばる』1999年3月号）
    - お岩怪談（『小説すばる』1999年4月号）
    - 斬魔剣（『小説すばる』1999年6月号）
    - 広芥屋異助（『小説すばる』1999年7月号）
    - 白魔王（『小説すばる』1999年8月号）
    - 竜の穴（『小説すばる』1999年9月号）
    - 首化粧（『小説すばる』1999年10月号）
    - 冥土案内（『小説すばる』1999年11月号）
    - 天狗殺し（『小説すばる』1999年12月号）
    - 白雪火事（『小説すばる』2000年1月号）

  - いじん幽霊（2003年12月 集英社 / 2006年12月 集英社文庫）
    - 夜明け横浜（『小説すばる』2002年3月号）
    - ふるあめりかに（『小説すばる』2002年4月号）
    - 夜の写真師（『小説すばる』2002年5月号・6月号）
    - いこくことば（『小説すばる』2002年10月号）
    - 横浜天狗（『小説すばる』2002年11月号）
    - 火の雨（『小説すばる』2002年12月号）
    - いじん幽霊（『小説すばる』2003年4月号・5月号）
    - 筆合戦（『小説すばる』2003年6月号・7月号）
    - 虎穴（『小説すばる』2003年8月号）
    - 横浜どんたく（『小説すばる』2003年9月号・10月号）

  - 文明怪化（2007年8月 集英社 / 2010年9月 集英社文庫）
    - 帰ってきた男（『小説すばる』2004年3月号）
    - 文明怪化（『小説すばる』2004年5月号）
    - 人生双六（『小説すばる』2004年7月号・8月号）
    - 怪談指南（『小説すばる』2004年9月号）
    - びっくり箱（『小説すばる』2004年11月号・12月号）
    - ニッポン通信（『小説すばる』2005年2月号・4月号）
    - 絵空事（『小説すばる』2005年6月号・7月号）
    - 死人薬（『小説すばる』2005年8月号）
    - かどわかし（『小説すばる』2005年9月号・10月号）
    - 手口（『小説すばる』2005年11月号・12月号）
    - 番茶組（『小説すばる』2006年12月号・2007年2月号）
    - 幻燈国家（『小説すばる』2007年4月号・5月号）

  - 不惑剣（2011年12月 集英社）
    - 揺り戻し（『小説すばる』2008年3月号）
    - たたり（『小説すばる』2008年5月号・6月号）
    - バルーン（『小説すばる』2008年7月号・10月号）
    - 辻斬り（『小説すばる』2008年12月号・2009年2月号）
    - 報道隊（『小説すばる』2009年4月号・5月号）
    - 錦の店（『小説すばる』2009年8月号・10月号）
    - 右か左か（『小説すばる』2009年12月号・2010年3月号）
    - 不惑剣（『小説すばる』2010年7月号・8月号）
    - 連れ星（『小説すばる』2010年11月号 - 2011年1月号）
    - だんまり（『小説すばる』2011年3月号・4月号）
    - あばれ狼（『小説すばる』2011年7月号・8月号）
- だましゑシリーズ
  - だましゑ歌麿（1999年4月 文藝春秋 / 2002年6月 文春文庫） - 『週刊文春』1998年11月13日号 - 1999年11月19日号
  - おこう紅絵暦（2003年2月 文藝春秋 / 2006年3月 文春文庫）
    - 願い鈴（『オール讀物』2000年7月号、「おこう紅絵暦」改題）
    - 神懸かり（『オール讀物』2000年10月号）
    - 猫清（『オール讀物』2000年12月号）
    - ばくれん（『オール讀物』2001年2月号）
    - 迷い道（『オール讀物』2001年5月号）
    - 人喰い（『オール讀物』2001年8月号）
    - 退屈連（『オール讀物』2001年10月号）
    - 熊娘（『オール讀物』2002年1月号）
    - 片腕（『オール讀物』2002年3月号）
    - 耳打ち（『オール讀物』2002年5月号）
    - 一人心中（『オール讀物』2002年7月号）
    - 古傷（『オール讀物』2002年10月号）

  - 春朗合わせ鏡（2006年1月 文藝春秋 / 2009年1月 文春文庫）
    - 女地獄（『オール讀物』2003年11月号・12月号）
    - 父子道（『オール讀物』2004年4月号・5月号）
    - がたろ（『オール讀物』2004年8月号）
    - 夏芝居（『オール讀物』2004年10月号・11月号）
    - いのち毛（『オール讀物』2005年2月号・3月号）
    - 虫の目（『オール讀物』2005年6月号）
    - 姿かがみ（『オール讀物』2005年9月号・10月号）

  - 蘭陽きらら舞（2009年2月 文藝春秋 / 2011年9月 文春文庫）
    - きらら舞（『オール讀物』2006年10月号、「蘭陽きらら舞」改題）
    - はぎ格子（『オール讀物』2006年12月号）
    - 化物屋舗（『オール讀物』2007年2月号）
    - 出での湯の怪（『オール讀物』2007年4月号）
    - 西瓜小僧（『オール讀物』2007年6月号）
    - 連れトンボ（『オール讀物』2007年8月号）
    - たたり（『オール讀物』2007年10月号）
    - つばめ（『オール讀物』2007年12月号）
    - 隠れ唄（『オール讀物』2008年2月号・4月号）
    - さかだち幽霊（『オール讀物』2008年6月号）
    - 追い込み（『オール讀物』2008年8月号）
    - こうもり（『オール讀物』2008年10月号・11月号）

  - 源内なかま講（2011年5月 文藝春秋）
    - 打ち水（『オール讀物』2009年4月号）
    - 源内焼（『オール讀物』2009年8月号）
    - 船幽霊（『オール讀物』2009年9月号）
    - 鬼ヶ島（『オール讀物』2009年11月号）
    - でれすけ（『オール讀物』2009年12月号）
    - 香具若衆（『オール讀物』2010年3月号・4月号）
    - 玉櫛笥（『オール讀物』2010年5月号）
    - 源内なかま講（『オール讀物』2010年7月号・8月号）
    - 手長（『オール讀物』2010年10月号）
    - 厄介講（『オール讀物』2010年11月号・12月号）

  - かげゑ歌麿（2013年7月 文藝春秋）
    - さやゑ歌麿（『オール讀物』2011年11月号）
    - かげゑ歌麿（『オール讀物』2012年11月号）
    - 判じゑ歌麿（『オール讀物』2013年6月号）
- 京伝怪異帖（2000年6月 中央公論新社 / 2003年10月 講談社文庫 上下巻 / 2009年7月 文春文庫） - 初出：読売新聞夕刊 1999年3月1日 - 2000年1月22日連載、だましゑシリーズに含む場合もある
- えびす聖子（みこ）（2001年3月 幻冬舎 / 2003年8月 幻冬舎文庫）
- 万事金の世（2006年4月 徳間文庫） - 宇江佐真理他との時代小説アンソロジー

### ホラー
- ドールズシリーズ 　2作目『闇から覗く顔』以降推理小説、終盤は伝記小説
  - ドールズ -闇から来た少女-（1987年5月 C★NOVELS / 1989年12月 中公文庫）
    - 改題『ドールズ』（1997年8月 角川文庫）

  - 闇から覗く顔（1990年10月 中央公論社）
    - 改題『ドールズ -闇から覗く顔-』（1993年7月 中公文庫 / 1998年2月 角川文庫）

  - ドールズ -闇から招く声-（2001年9月 角川書店 / 2004年2月 角川文庫）
  - ドールズ -月下天使-（2008年9月 角川書店 / 2011年9月 角川文庫）
  - ドールズ 最終章 夜の誘い（2013年12月 角川書店 / 2016年8月 角川文庫）
- 記憶シリーズ
  - 緋い記憶（1991年10月 文藝春秋 / 1994年10月 文春文庫）
  - 前世の記憶（1996年2月 文藝春秋 / 1999年2月 文春文庫）
  - 蒼い記憶（2000年1月 文藝春秋 / 2003年2月 文春文庫）
- 現代ホラー傑作選
  - 十の怪談（1993年7月 角川ホラー文庫）
  - 愛の怪談（1999年8月 角川ホラー文庫）
- 蒼夜叉シリーズ
  - 蒼夜叉（1988年8月 講談社ノベルス / 1991年8月 講談社文庫）
  - 降魔王（2001年11月 講談社文庫）
- 悪魔のトリル（短編集、1986年2月 講談社ノベルス / 1989年1月 講談社文庫 / 2007年2月 祥伝社文庫）
  - 眠らない少女
  - 妻を愛す
  - 悪魔のトリル
  - 卒業写真
  - 陶の家
  - 飛縁魔
- 四谷怪談（1995年2月 講談社）
  - 改題『高橋克彦版 四谷怪談』（2000年8月 講談社文庫）
- 万華鏡（1996年9月 祥伝社ノン・ポシェット） - 乃南アサ他とのアンソロジー
- 幻少女（短編集、1997年3月 角川mini文庫 / 2002年1月 角川文庫）
- あやかし（2000年10月 双葉社 / 2003年1月 双葉文庫 上下巻）
- ゆきどまり（2000年7月 祥伝社文庫） - 新津きよみ他とのアンソロジー
- 高橋克彦の怪談（2006年10月 祥伝社文庫）
- おそれ（短編集、2008年6月 出版芸術社）
  - おそれ（『野性時代』1992年2月号）
  - 首継ぎ御寮（『週刊小説』1988年1月号）
  - 鬼追者（『SFアドベンチャー』1988年2月号）
  - 遠い記憶（『別冊小説宝石』1987年初夏特別号）
  - 猫屋敷（『週刊小説』1987年9月号）
  - 絞鬼（『週刊新潮』1994年6月9日）
  - 飛縁魔（『小説現代』1985年11月）
  - 白い炎（『文芸ポスト』2002年9月号）
  - 色々な世界（『小説新潮』1995年10月号）
  - 悪魔のトリル（『別冊小説現代』1983年冬号）
  - 鬼女の夢（『文芸ポスト』2001年12月号）
- たまゆらり（短編集、2009年4月 実業之日本社 / 2011年6月 実業之日本社文庫）
  - 声にしてごらん（『月刊ジェイ・ノベル』2002年4月号）
  - うたがい（『月刊ジェイ・ノベル』2003年4月号）
  - あの子はだあれ（『月刊ジェイ・ノベル』2003年10月号）
  - 悪魔（『月刊ジェイ・ノベル』2004年８月号）
  - たまゆらり（『月刊ジェイ・ノベル』2005年4月号）
  - ゆがみ（『月刊ジェイ・ノベル』2005年12月号）
  - とまどい（『月刊ジェイ・ノベル』2006年12月号）
  - 私のたから（『月刊ジェイ・ノベル』2007年10月号）
  - 幻影（『月刊ジェイ・ノベル』2008年5月号）
  - 怖くない（『月刊ジェイ・ノベル』2008年12号）
  - 隠れ里（『週刊小説』2001年2月23日号）
  - 二つ魂（『月刊ジェイ・ノベル』2010年7月号、文庫判に追加収録）

### SF・伝奇小説
- 総門谷
  - 総門谷（1985年10月、講談社、上下巻 / 1987年9月、講談社ノベルス / 1989年8月、講談社文庫）
  - 総門谷R 阿黒篇（1991年2月、講談社 / 1993年1月、講談社ノベルス / 1993年12月、講談社文庫）
  - 総門谷R 鵺篇（1992年2月、講談社 / 1994年2月、講談社ノベルス / 1994年12月、講談社文庫）
  - 総門谷R 小町変妖篇（1995年10月、講談社 / 1997年10月、講談社ノベルス / 1998年11月、講談社文庫）
  - 総門谷R 白骨篇（2002年11月、講談社 / 2004年11月、講談社ノベルス / 2005年11月、講談社文庫）
- 竜の柩・霊の柩（講談社文庫版より「竜の柩」に統一）
  - 竜の柩（1989年4月、祥伝社、上下巻 / 1993年8月、祥伝社ノン・ノベル）
    - 分冊文庫版『竜の柩 聖邪の顔編』『竜の柩 ノアの方舟編』（1997年7月、祥伝社文庫）
    - 『竜の柩1 聖邪の顔編』『竜の柩2 ノアの方舟編』（2006年7月、講談社文庫）

  - 新・竜の柩（1992年6月、祥伝社、上下巻 / 1994年12月、祥伝社ノン・ノベル）
    - 分冊文庫版『竜の柩 神の星篇』『竜の柩 約束の地篇』（1997年9月、祥伝社文庫）
    - 『竜の柩3 神の星編』『竜の柩4 約束の地編』（2006年8月、講談社文庫）

  - 霊の柩（2000年2月、祥伝社 / 2001年12月、祥伝社ノン・ノベル）
    - 分冊文庫版『霊の柩 心霊日本編』『霊の柩 交霊英国編』（2003年4月、祥伝社文庫）
    - 『竜の柩5 心霊日本編』『竜の柩6 交霊英国編』（2006年9月、講談社文庫）
- 刻（とき）謎宮
  - 刻迷宮（1989年12月、徳間書店 / 1993年1月、トクマ・ノベルズ / 1997年10月、徳間文庫）
  - 刻迷宮II〔光輝篇〕（1996年2月、徳間書店 / 1998年1月、トクマ・ノベルズ / 2002年4月、徳間文庫）
    - 分冊文庫版『刻迷宮 彷徨篇』『刻迷宮 光輝篇』（2006年10月・11月、講談社文庫）

  - 刻迷宮II〔渡穹篇〕（1999年5月、徳間書店 / 2001年2月、トクマ・ノベルズ / 2002年4月、徳間文庫）
    - 分冊文庫版『刻迷宮 渡穹篇』『刻迷宮 登天篇』（2006年11月、講談社文庫）
- 鬼シリーズ
  - 鬼（1996年7月、角川春樹事務所 / 1999年5月、ハルキ文庫 / 2002年2月、講談社文庫 / 2013年10月、日経文芸文庫）
  - 白妖鬼（1996年10月、講談社文庫 / 2013年12月、日経文芸文庫）
  - 長人鬼（2000年8月、ハルキ・ホラー文庫 / 2014年1月、日経文芸文庫）
  - 空中鬼（2000年11月、祥伝社文庫）
  - 紅蓮鬼（2003年1月、角川ホラー文庫 / 2008年8月、角川文庫 / 2013年10月、日経文芸文庫）
  - 弓削是雄全集 鬼（2005年8月、講談社） - 上記シリーズ収録作、単行本未収録の作品を収録
    - 収録作：「髑髏鬼」「絞鬼」「白妖鬼」「長人鬼」「空中鬼」「妄執鬼」

  - 空中鬼・妄執鬼（2014年2月、日経文芸文庫）
- 星封陣（1992年2月、天山ノベルス / 1993年3月、講談社ノベルス / 1994年3月、講談社文庫）
- 安部清明 陰陽師（2001年11月、勉誠出版） - 小松左京他とのアンソロジー
- 鬼・鬼・鬼（2002年4月、祥伝社ノン・ノベル） - 加門七海他とのアンソロジー
- 星封陣（1992年）

### その他の小説
- バンドネオンの豹（ジャガー）（1996年11月 講談社 全2巻） - 初出：『IN★POCKER』1992年4月号 - 1996年9月号
  - バンドネオンの豹（1991年8月、講談社文庫 / 1996年11月、講談社 / 2009年3月、ランダムハウス講談社文庫）
  - 聖豹紀（ジャガー・センチュリー）（1996年11月、講談社 / 2000年2月、講談社文庫 / 2009年5月、ランダムハウス講談社文庫）
- 星の塔（1988年7月、実業之日本社 / 1992年3月、文春文庫 / 2009年1月、ランダムハウス講談社文庫）
  - 寝るなの座敷（『週刊小説』1986年8月）
  - 花嫁（『週刊小説』1986年11月）
  - 子をとろ子とろ（『週刊小説』1987年3月）
  - 蛍の女（『週刊小説』1987年5月）
  - 猫屋敷（『週刊小説』1987年9月）
  - 首継ぎ御寮（『週刊小説』1988年1月）
  - 星の塔（『週刊小説』1988年4月）
- 北斎の罪（短編集、1990年2月、天山出版 / 1991年3月、天山文庫 / 1993年7月、講談社文庫）
  - 鬼ヶ洞
  - 盗作の裏側（『コットン』1988年12月号）
  - 北斎の罪（『コットン』1990年1月号）
  - 百物語の殺人（『小説宝石』1989年4月号〈問題編〉・6月号〈解答編〉）
  - 鏡台
  - 鬼追者
  - 竜の伝承
- 歌麿殺贋事件（1988年4月、講談社ノベルス / 1991年3月、講談社文庫）
  - 歌麿の首（『小説現代』1984年10月号・11月号）
  - 歌麿捜索願い（『IN★POCKET』1986年7月号）
  - 歌麿真贋勝負（『小説現代』臨時増刊号1986年8月号）
  - 歌麿の秘画（『小説現代』臨時増刊号1987年2月号）
  - 歌麿カタログ（『小説現代』1987年12月号）
  - 歌麿殺贋事件（書き下ろし）
- 私の骨（短編集、1992年6月、角川書店 / 1996年1月、カドカワノベルス / 1997年4月、角川ホラー文庫 / 2008年7月、角川文庫）
- 眠らない少女（短編集、1992年12月、角川書店 / 2006年8月、角川文庫）
  - 歌麿の首
- 東北（みちのく）歴史推理行（1993年5月、徳間文庫）
- 21世紀版少年少女古典文学館 四谷怪談（1995年2月、講談社 / 2010年3月、講談社）
- 聖夜幻想（短編集、1997年4月、幻冬舎文庫）
- 不思議な卵（短編集、1999年2月、角川mini文庫）
- 高橋克彦特選短編集（2002年2月、中央公論新社） - 著書が100冊を突破した記念として999部限定で発行された。
- 幻日（短編集、2003年10月、小学館 / 2006年9月、小学館文庫） - 自伝的作品
  - 鬼女の夢（『文芸ポスト』2001年12月号）
  - ざくろ事件（『文芸ポスト』2001年9月号）
  - あいつ（『文芸ポスト』2002年3月号）
  - 白い炎（『文芸ポスト』2002年9月号）
  - 幻日（『文芸ポスト』2002年6月号）
  - ぬるま湯（『文芸ポスト』2002年12月号）
- 高橋克彦自選短編集1 ミステリー編（2009年11月、講談社文庫）
  - 歌麿カタログ
  - 盗作の裏側
- 高橋克彦自選短編集2 恐怖小説編（2009年12月 講談社文庫）
- 高橋克彦自選短編集3 時代小説編（2010年1月 講談社文庫）

### 浮世絵関連の著書
- 浮世絵鑑賞辞典（1977年7月、日本出版センター / 1987年5月、講談社文庫 / 2016年10月、角川ソフィア文庫）
- 浮世絵ミステリーゾーン（1985年9月、講談社 / 1991年11月、講談社文庫 / 2010年4月、講談社+α文庫）
- 新聞錦絵の世界（1986年10月、PHP研究所 / 1992年7月、角川文庫 / 2001年9月、角川文庫）
- 江戸のニューメディア 浮世絵情報と広告と遊び（1992年3月、角川書店）
  - 改題『大江戸浮世絵暮らし』（2002年10月、角川文庫）
- 謎の絵師 写楽の世界（1992年4月、講談社カルチャーブックス）
- 高橋克彦の浮世絵ワンダーランド（2000年10月、平凡社）

### その他
- 高橋克彦迷宮コレクション
  - 浮世絵博覧会（2001年5月、角川文庫）
  - 独想日本史（2001年7月、角川文庫）
  - ホラー・コネクション（2001年9月、角川文庫）

- 漫画原作
  - 阿弖流為II世（2000年、小学館、原哲夫作画）
  - ばく食え（2004年10月、祥伝社文庫、吉田光彦作画）
  - 言えない記憶（2008年7月、宙出版、わたなべまさこ他 作画）
  - 舫鬼九郎（2009年3月 - 、リイド社、岡村賢二作画、既刊2巻（2010年5月時点））

- エッセイ
  - 玉子魔人シリーズ
    - 玉子魔人の日常（1989年10月、中央公論社 / 1995年2月、中公文庫）
    - またふたたびの玉子魔人（1992年12月、中央公論社 / 1995年5月、中公文庫）
    - 三度目の正直 玉子魔人（1995年4月、中央公論社）
      - 改題『こいつがないと生きてはいけない』（1999年11月、講談社文庫）

  - 書斎からの空飛ぶ円盤（1993年7月、マガジンハウス / 1997年1月、講談社文庫）
  - 幻想映画館（1996年2月、PHP研究所 / 2002年8月、角川文庫）
  - 黄昏綺譚（1996年8月、毎日新聞社 / 1999年9月、角川文庫）
  - 日本史鑑定（1999年1月、徳間書店 / 2002年7月、徳間文庫） - 明石散人との共著
  - 楽園にようこそ（2007年9月、NHK出版）

- 対談
  - 1999年（1990年6月、小学館 / 1994年1月、講談社文庫） - 矢追純一、横尾忠則、五島勉、あすかあきお、小島露観との対談
  - その日ぐらし 江戸っ子人生のすすめ（1991年4月、PHP研究所 / 1994年4月、PHP文庫） - 杉浦日向子との対談
  - 見た! 世紀末（1992年7月、講談社 / 1996年7月、講談社文庫）
  - だからミステリーは面白い（1995年3月、有学書林）
  - 浮世絵探検（1997年10月、岩波書店 / 2001年11月、角川文庫）
  - 超古代文明論 オーパーツが証す神々の存在（1997年11月、徳間書店 / 2001年1月、徳間文庫） - 南山宏との共著
  - 光の記憶（1999年12月、ヴォイス） - ゲリー・ボーゲルとの対談
    - 文庫改題『5次元世界はこうなる』（対談追加大幅加筆修正、2007年11月、徳間文庫）

  - 時宗・狂言 日本のこころを求めて（2000年11月、徳間書店） - 狂言師・和泉元彌との対談

- その他
  - 小説家 乱歩賞受賞作家の小説入門（1991年6月、実業之日本社）
  - 北方の楽園みちのくの王国（1992年10月、ワニ文庫）
  - バラ色の古代日本海時代（1992年11月、ワニ文庫）
  - 黄金の平泉・藤原一族の時代（1993年、NHK出版） - 大河ドラマ「炎立つ」のガイド
  - 奥州藤原四代「炎の生涯」（1993年4月、ワニ文庫）
  - 小説家 直木賞作家になれるかもしれない秘訣（1996年1月、講談社文庫）
  - 幻想ホラー映画館 超刺激的傑作&名作シネマ選（1996年2月、PHP研究所 / 1999年8月、PHP文庫）
  - 未来からのメッセージ（1996年4月、サンマーク出版 / 1999年3月、サンマーク文庫）
  - 歴史ミステリー講座（1997年10月、新人物往来社） - 井沢元彦・中津文彦との共著
    - 改題『歴史ミステリー作家養成講座』（2000年9月、祥伝社文庫）

  - 荒俣宏・高橋克彦の岩手ふしぎ旅（2010年6月、実業之日本社、岩手のガイド本）

### 評伝
- 道又力『作家という生き方 評伝 高橋克彦』現代書館、2021年。元・秘書

## 海外への翻訳

### 中国（簡体字）
- 浮世絵三部作
  - 写乐杀人事件 （刊行予定、吉林出版集团有限责任公司）
  - 北斋杀人事件 （刊行予定、吉林出版集团有限责任公司）
  - 广重杀人事件 （刊行予定、吉林出版集团有限责任公司）
- 記憶シリーズ
  - 绯色的记忆 （刊行予定、吉林出版集团有限责任公司）
  - 前世的记忆 （刊行予定、吉林出版集团有限责任公司）
  - 青色的记忆 （刊行予定、吉林出版集团有限责任公司）
- 歌麿杀赝事件 （刊行予定、吉林出版集团有限责任公司）
- 火怨 （刊行予定、吉林出版集团有限责任公司）
- 时宗 （刊行予定、吉林出版集团有限责任公司）
- 总门谷 （刊行予定、吉林出版集团有限责任公司）

## ドラマ化作品
- ドキュメンタリードラマ 六芒星は知っている 199X年（1988年8月27日、岩手放送）
  - 主な出演者 : 戸田信子・高橋克彦
- 旅情サスペンス「遠い記憶 岩手盛岡風ひかる里」（1992年6月22日、関西テレビ） - 原作「遠い記憶」
  - 主な出演者：三田村邦彦、風吹ジュン、南田洋子
- 大河ドラマ（NHK総合）
  - 炎立つ（1993年7月4日 - 1994年3月13日） - 原作及び原案
    - 主な出演者：渡辺謙・村上弘明・渡瀬恒彦・里見浩太朗

  - 北条時宗（2001年1月7日 - 12月9日）原作「時宗」
    - 主な出演者：和泉元彌・渡部篤郎・渡辺謙・浅野温子・富司純子・北大路欣也　他
- 土曜ワイド劇場「写楽殺人事件」（1993年10月日9、テレビ朝日）
  - 主な出演者：西田敏行、早見優、国広富之、渡辺裕之
- 特選!黒のサスペンス「闇から来た少女」（1993年10月11日、関西テレビ） - 原作「ドールズ」
  - 主な出演者：大沢樹生・香坂みゆき・本田博太郎
- ねじれた記憶（1994年5月1日、岩手放送） - 原作「緋い記憶」
  - 主な出演者：林隆三
- 飯田譲治Presents 幻想ミッドナイト 第5話「ゆきどまり」（1997年11月2日、テレビ朝日）
  - 主な出演者：鶴見辰吾
- 土曜ナイトドラマ「ココだけの話」 第7回2作目「おそれ」 (2001年2月24日、テレビ朝日)
  - 主な出演者：北村総一朗、平泉成
- 女と愛とミステリー（テレビ東京・BSジャパン）　
  - 夏の旅情サスペンス みちのく祭り殺人行〜死んだ妻からの電話〜（2001年8月12日） - 原作「愛の記憶」
    - 主な出演者：古谷一行・宮崎美子・大杉漣・斎藤洋介・阿藤海・田村亮・伊藤蘭

  - ミイラが呼んでいる〜トーマ・チョーサク凸凹迷宮ファイル〜（2002年12月18日） - 原作「即身仏の殺人」
    - 主な出演者：和泉元彌・七瀬なつみ・筧利夫
- KADOKAWA シネマアンソロジー（2002年4月26日、角川書店）※インターネットドラマ
  - 幽霊屋敷（DVD「角川ホラービデオ館〜絶叫屋敷へようこそ〜」収録）
    - 主な出演者：根津甚八

  - ささやき（DVD「角川ホラービデオ館〜危険な香りの女たち〜」収録）
    - 主な出演者：原田龍二
- だましゑ歌麿（2009年9月12日・2012年9月15日・2013年7月27日・2014年9月6日、テレビ朝日）
  - 主な出演者：水谷豊・中村橋之助・鈴木杏樹・原田龍二
- 金曜プレステージ→土曜ワイド「塔馬教授の天才推理」（2012年6月1日・2014年9月19日・2019年3月9日、フジテレビ） - 原作「リサ&チョーサクシリーズ」　
  - 主な出演者：佐々木蔵之介・森口瑤子・橋本さとし
- BS時代劇「火怨・北の英雄 アテルイ伝」（2013年1月11日 - 2月1日、NHK BSプレミアム） - 原作「火怨 北の耀星アテルイ」
  - 主な出演者：内田有紀：大沢たかお・北村一輝・石黒賢・伊藤歩・内田有紀・大杉漣・原田美枝子